# 1900 в Україні

## Народились
- 1 січня Мечислав Бач (1900—1977) — польський футболіст, олімпієць.
- 1 січня Біскупський Стефан-Франтішек (1900—1942) — український петрограф, доктор філософських наук
- 20 січня Андреєв Анатолій Йосипович (1900—1973) — радянський військовий діяч, генерал-лейтенант (1945).
- 4 березня Айзеншток Ієремія Якович (1900—1980) — український і російський літературознавець, текстолог.
- 17 березня Батута Олекса Митрофанович — український військовий, повстанець; хорунжий артилерії Армії УНР.
- 1 травня Акімов Василь Йосифович (1900—1964) — професор, завідувач кафедри загальної хірургії педіатричного і санітарно-гігієнічного факультетів Львівського державного медичного інституту (1953—1958).
- 7 травня Андрієвська Олександра Олексіївна (1900—1982) — філолог-романіст, лексиколог, психолог, доктор філологічних наук (1970), професор (1971).
- 20 травня Байрак Михайло (1900 — ? після 1978) — вояк УГА, український громадський діяч, меценат.
- 27 травня Баймут Теодор Васильович (1900—1966) — мовознавець, кандидат філологічних наук.
- 12 червня Мухаммед Асад (1900—1992) — німецький журналіст, видатний ісламський письменник, мислитель, дипломат, представник Пакистану в ООН на початку 1950-х рр., перекладач Корану англійською мовою.
- 14 червня Бельтюкова Клавдія Гнатівна (1900—1971) — український біолог, доктор біологічних наук, професор, лауреат премії імені Данила Заболотного АН УРСР.
- 1 липня Антощенко-Оленєв Валентин Йосипович (1900—1984) — казахський графік та сценограф. Заслужений діяч мистецтв Казахстану (1965), в'язень сталінських концтаборів.
- 25 липня Аксентьєва Зінаїда Миколаївна (1900—1969) — український радянський геофізик, доктор фізико-математичних наук (1949), член-кореспондент АН УРСР (з 1951), директор Полтавської гравіметричної обсерваторії АН УРСР (з 1951).
- 1 серпня Антін Дикий (1900—1937) — український письменник, драматург, член літературної організації «Плуг» та ВУСПП, директор Харківського історичного музею.
- 29 серпня Бен Степан (1900—1937) — український поет, жертва Сталінських репресій.
- 3 вересня Брикович Роман (1900—1977) — український громадський діяч, кооператор, педагог, військовик УГА.
- 18 вересня Бура-Мацапура Віра Іванівна (1900—1991) — український графік, поліграфіст.
- 15 жовтня Аронсон Борис Соломонович (1900—1980) — єврейський та український дослідник образотворчого мистецтва, сценограф, художник, володар шістьох нагород «Тоні» за найкращу сценографію.
- 28 жовтня Богданов Федір Родіонович (1900—1973) — український радянський ортопед-травматолог, член-кореспондент АМН СРСР.
- 15 листопада Блавацький Володимир Іванович (1900—1953) — український актор, режисер, антрепренер.
- 7 грудня Білокур Катерина Василівна (1900—1961) — українська художниця, майстер народного декоративного живопису, представниця «наївного мистецтва».
- 10 грудня Ян Бжоза (1900—1971) — польський письменник, один з зачинателів пролетарської літератури в Польщі.
- 30 грудня Варецька Валентина Федорівна (1900—1981) — українська театральна актриса, заслужена артистка УРСР (1930).
- Арійчук Борис (1900—1981) — протопресвітер, основоположник катедри святої Покрови в Буенос-Айресі, адміністратор УАПЦ у Південній Америці.
- Бабич Іван Дмитрович (1900—1921) козак 4-ї гарматної бригади 4-ї Київської дивізії Армії УНР, Герой Другого Зимового походу.
- Бажанов Борис Георгійович (1900—1982) — радянський партійний діяч, особистий секретар Йосипа Сталіна, втікач з СРСР, мемуарист.
- Бем Адам Пилипович (1900 — до 1986) — український та радянський футболіст, футбольний тренер, відомий завдяки роботі з харківськими клубами «Дзержинець» та «Локомотив».
- Битинська Ольга Аверкіївна (1900—1922) — діячка повстанського руху в Україні 1917-1920-х рр., зв'язкова повстанського загону Якова Гальчевського.
- Бутирін Сергій Іванович (1900—1942) — український радянський партійний діяч, член ЦК КП(б)У, депутат Верховної Ради СРСР 1-го скликання

### Померли
- 30 січня Доорохольський Осип Осипович (1874—1900) — український поет та перекладач.
- 10 лютого Гогоцький Микола Сильвестрович (1822—1900) — краєзнавець, історик релігії Поділля.
- 28 лютого Штангеєв Федір Тимофійович (? — 1900) — ялтинський лікар, спеціаліст по туберкульозу, громадський діяч.
- 2 березня Лукаш Солецький (1827—1900) — польський церковний діяч, професор і ректор Львівського університету (1864—1865), римо-католицький Перемишльський єпископ (1881—1900).
- 29 березня Грицуняк Антін Андрійович (1820—1900) — український народний розповідач з Тернопільщини, війт Чернихівців.
- 29 березня Радін Леонід Петрович (1860—1900) — російський революціонер, поет, хімік, винахідник.
- 5 квітня Чернецький Василь (1837—1900) — публіцист, суспільний діяч Лемківщини, греко-католицький священик.
- 21 квітня Едвард Руліковський (1825—1900) — польський історик і етнограф, уродженець і дослідник Правобережної України.
- 26 квітня Романова Олександра Петрівна (1838—1900) — Велика княгиня, дружина Великого князя Миколи Миколайовича (старшого), брата імператора Олександра ІІ, засновниця Покровського жіночого монастиря в Києві. Канонізована як Преподобна Анастасія Київська.
- 26 квітня Торопов Моїсей Сергійович (1819—1900) — російський офіцер, генерал-майор.
- 2 травня Айвазовський Іван Костянтинович (1817—1900) — видатний український та російський художник-мариніст та баталіст вірменського походження.
- 2 травня Северин Моравський (1819—1900) — львівський латинський архієпископ. Доктор гоноріс кауза.
- 3 травня Щенсний Козебродзький (1826—1900) — польський дідич (зем'янин), громадсько-політичний діяч, археолог.
- 4 травня Юліан (Сас-Куїловський) (1826—1900) — єпископ Української Греко-Католицької Церкви; з 30 серпня 1899 року Митрополит Галицький та Архієпископ Львівський — предстоятель Української Греко-Католицької Церкви.
- 15 травня Балтарович Іван Констянтинович (1815—1900) — український священик, громадський діяч.
- 15 травня Хряков Микола Григорович (1829—1900) — київський купець. Голова Біржового комітету Києва (1869—1900).
- 17 травня Саламон Щасний (1834—1900) — греко-католицький священик, публіцист, український фольклорист.
- 20 червня Іоаннікій (Руднєв) (1826—1900) — російський церковний діяч, п'ятий московит на престолі митрополита Київського і Галицького (1891—1900) РПЦ. Ректор Київської духовної академії.
- 5 липня Тадеуш Вацлав Мюнніх (1861—1900) — львівський архітектор, педагог.
- 28 липня Стрельбицький Іван Опанасович (1828—1900) — український та російський геодезист, картограф, генерал від інфантерії.
- 1 серпня Шеболдаєв Василь Валентинович (1852—1900) — земський лікар Конотопського повіту Чернігівської губернії, титулярний радник, хірург, громадський діяч педагог, науковець, засновник нових напрямків у медицині.
- 31 серпня Людвік Інлендер (1849—1900) — громадський та політичний діяч, журналіст у Галичині.
- 19 жовтня Кирчів Богдар (1856—1900) — священик УГКЦ, український письменник, поет, громадський і політичний діяч.
- 22 жовтня Гнилосиров Василь Степанович (1836—1900) — український педагог, публіцист, просвітник.
- 8 листопада Шулер Фрідріх фон Ліблой (1831—1900) — теолог, педагог, політик.
- 18 листопада Верховцев Олександр Аполлонович (1837—1900) відомий інженер-залізничник. З 1884 по 1900 роки був керівником Катерининської залізниці.
- 20 листопада Сольський Степан Михайлович (1835—1900) — київський літератор, педагог, громадський діяч, професор Київської духовної академії, дійсний статський радник, київський міський голова в 1887—1900 роках.
- 22 листопада Підріз Аполінарій Григорович (1852—1900) — український і російський лікар-хірург. Вперше в Рос. імперії здійснив операції на селезінці (1887 року) і на пораненому серці (1897 року), автор першого в Рос. імперії посібника з урології.
- 12 грудня Кониський Олександр Якович (1836—1900) — український перекладач, письменник, видавець, лексикограф, педагог, громадський діяч ліберального напряму.
- 28 грудня Ніс Степан Данилович (1829—1900) — український фольклорист, етнограф, лікар, громадсько-політичний діяч
- Абрисовський Савин Йосипович (1874—1900) — український композитор-аматор, художник.
- Барвінський Іван Григорович (1833—1900) — український священик (УГКЦ), культурно-громадський діяч.

## Засновані, створені
- 11 лютого — заснована Революційна українська партія
- 16 березня — Миколаївське державне вище музичне училище
- 25 серпня — вузлова залізнична станція Київ-Волинський
- 1 вересня — Одеський національний медичний університет
- 26 вересня — Конотопський міський краєзнавчий музей імені О. М. Лазаревського
- 4 жовтня — Львівський національний академічний театр опери та балету імені Соломії Крушельницької
- Запорізький національний технічний університет
- Антрацит (станція)
- Керч (станція)
- Керченський металургійний комбінат імені Петра Войкова
- Свято-Хрестовоздвиженський кафедральний собор (Житомир)
- Музичні класи Феофанії Базилевич
- у Тернополі — «Жіноча громада» — українська громадська жіноча організація, упорядниця і голова (до 1914) — М. Ребачок-Солтис.
- Пам'ятник засновникам Одеси

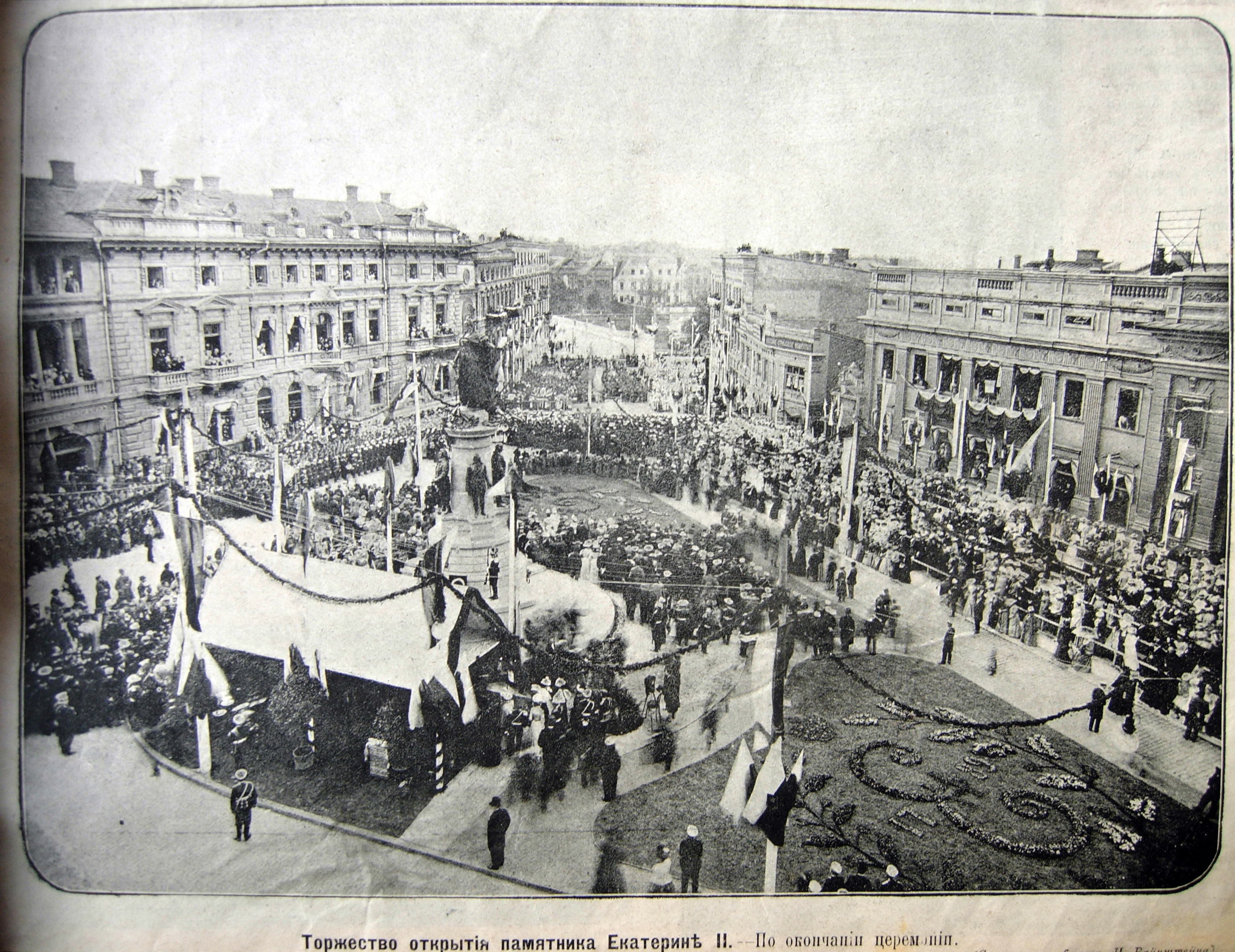

- Харківський завод імені Т. Г. Шевченка
- Українська Соціалістична Партія (1900)
- Барський цукровий завод
- Біла Гора (Костянтинівський район)
- Калинівка (Поліський район)
- Крук (село)
- Мар'янівка (Хорошівський район)
- Мельниця (Сарненський район)
- Мила
- Немішаєве
- Новоолександрівка (Попаснянський район)
- Полішпакове
- Освячено Свято-Миколаївську церкву, м. Біляївка

## Видання
- Самостійна Україна (брошура) — публіцистичний твір авторства Миколи Міхновського.
- Хвыля за хвылею — літературний альманах, виданий за ред. Б.Грінченка.
- Воля (газета) — офіційний орган Української соціал-демократичної партії (УСДП).
- Молода Україна (журнал, 1900) — український молодіжний щомісячний журнал, який виходив у Львові з січня 1900 р. до березня 1903 р. (з перервами). Друкований орган молодіжної організації «Молода Україна».
- Gazeta Sportowa — польськомовний тижневик, що виходив від 20 червня 1900 до вересня 1901 року у Львові.